# MV Le Joola
La MV Le Joola era un traghetto di proprietà del governo del Senegal che serviva la rotta Dakar-Ziguinchor. Nella notte del 26 settembre 2002 la nave si capovolse al largo della costa del Gambia provocando la morte di 1 863 persone in quello che è considerato il secondo più grave disastro navale in tempo di pace della storia.

## Storia
La Le Joola è stata costruita in Germania da Neue Germersheim Schiffswerft nel 1990, era lunga 79 metri e larga 12, aveva una massa di 1 400 tonnellate e un fondo piatto per consentire la navigazione fluviale e in acque poco profonde. La nave era alimentata da due motori diesel MAN da 1 200 kW ciascuno; ogni motore era collegato a un'elica e a un generatore di corrente da 300 kVA. Il ponte dei veicoli, che poteva contenere 36 automobili o fino a 4 camion, era accessibile dalla poppa attraverso una rampa. I ponti destinati ai passeggeri e all'equipaggio erano quattro. Le aree passeggeri erano divise in tre classi: la terza classe era costituita da due sale con panche sul ponte principale e sul primo ponte, la seconda classe si trovava al secondo ponte ed aveva sedili di qualità superiore, la prima classe si trovava nella zona anteriore del secondo e terzo ponte ed era divisa in cabine da uno, due o quattro letti. Le cabine degli ufficiali si trovavano al terzo ponte dietro al ponte di comando mentre quelle del resto dell'equipaggio, inclusi i servizi ad esso dedicati, erano nella zona posteriore della nave, distribuite sui tre ponti alti.
La nave, inizialmente commissionata come Sangomar e successivamente ribattezzata Le Joola in onore della tribù Jola originaria della Casamance, era stata progettata seguendo gli standard richiesti per la navigazione costiera dalla Convenzione internazionale per la salvaguardia della vita umana in mare e dal Bureau Veritas.
La Le Joola è stata varata il 22 marzo 1990 ed è consegnata al governo del Senegal il 30 ottobre dello stesso anno nel porto di Rotterdam.
La Le Joola serviva la rotta Dakar-Ziguichor due volte a settimana, collegando la regione Casamance al resto del Senegal evitando il passaggio dal Gambia o un viaggio nell'entroterra. Il traghetto partiva da Dakar ogni martedì e venerdì intorno alle 20:00 e da Ziguinchor ogni giovedì e domenica intorno alle 13:00. Il viaggio durava circa 17 ore.
La Le Joola è rimasta fuori servizio per un anno da settembre 2001 per permettere la riparazione di danni strutturali e la sostituzione di un motore. La nave è tornata in servizio il 10 settembre 2002 compiendo solo un viaggio a settimana per permettere il rodaggio del nuovo motore.

## Il naufragio
Il 26 settembre 2002 la Le Joola salpò dal porto di Ziguinchor intorno alle 13:30. Prima di raggiungere l'Oceano Atlantico la nave fece una sosta all'isola di Carabane, dove imbarcò circa 180 passeggeri. Il numero esatto delle persone a bordo non è noto ma i passeggeri con biglietto erano 1 034, a cui si devono aggiungere i bambini con meno di 5 anni per cui non era richiesto il biglietto e altre centinaia di persone a cui era stato permesso di viaggiare senza pagare o che si erano imbarcate corrompendo i membri dell'equipaggio. Alcuni abitanti dei villaggi vicini a Ziguinchor e di Carabane hanno riferito di avere visto la nave già inclinata sul lato sinistro.
L'ultima comunicazione della nave risale alle 22, con l'equipaggio che segnalava a un centro di controllo di Dakar condizioni di viaggio buone. Intorno alle 23, a 17 miglia nautiche dalla costa del Gambia, la Le Joola si è imbattuta in una tempesta e nel giro di cinque minuti si è capovolta. Circa 20 sopravvissuti riuscirono a salire sul fondo dello scafo e riferirono di sentire urla provenire dall'interno della nave capovolta da parte di passeggeri rimasti intrappolati in sacche d'aria che tenevano il traghetto a galla. La nave non ha trasmesso nessuna chiamata di emergenza.

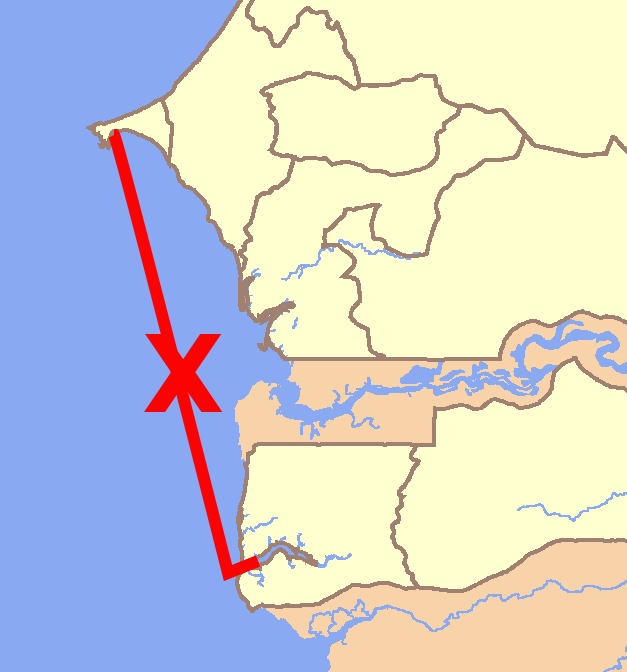
Posizione approssimativa del luogo del naufragio

Le autorità appresero del disastro solo intorno alle 7 del mattino seguente grazie ai resoconti degli equipaggi di altre navi di passaggio. Nonostante ciò la risposta dei soccorsi fu molto lenta: l'aeronautica senegalese inviò i primi aerei da ricerca e soccorso nel primo pomeriggio mentre i primi a portarsi sul posto la mattina del 27 settembre furono pescatori locali, che recuperarono i sopravvissuti e alcuni corpi. L'ultimo sopravvissuto, un ragazzo di 15 anni, è stato soccorso alle 14 e ha confermato di udire urla provenienti dallo scafo.
La Le Joola è rimasta capovolta fino alle 15:00 del 27 settembre, quando affondò portando con sé tutti coloro che erano rimasti intrappolati all'interno, stimati in un migliaio di persone.
I dati ufficiali hanno accertato la morte di 1 863 persone, di cui almeno 444 bambini, e 64 sopravvissuti.

### Le indagini
Alcuni mesi dopo il naufragio degli esperti francesi presentarono un rapporto sulle cause dell'incidente: oltre alla tempesta, il grave sovraccarico ha contribuito al capovolgimento della nave, che era stata progettata e costruita a regola d'arte da Neue Germersheim Schiffswerft. Le indagini condotte dal governo senegalese e dalle autorità francesi, coinvolte a causa della morte di 18 cittadini francesi, non hanno individuato una causa.
Dalle indagini sono emerse una serie di mancanze e di errori che hanno contribuito all'incidente: la Le Joola non era in possesso di una licenza di navigazione dal 1998, l'equipaggio non ha controllato le previsioni meteo prima della partenza, l'equipaggio non aveva bilanciato correttamente la nave con le zavorre, solo uno dei due motori era operativo, i veicoli nel garage non erano ancorati.
L'indagine senegalese si è conclusa nell'agosto 2003 attribuendo la colpa interamente al capitano, Issa Diarra, morto nell'incidente. L'indagine francese, aperta in agosto 2003 in seguito alle denunce dei familiari delle vittime francesi, ha riconosciuto come responsabili sette figure pubbliche civili e militari senegalesi. L'indagine francese ha sottolineato anche che il traghetto stava seguendo una rotta in mare aperto per la quale non era stato costruito. L'inchiesta francese è stata archiviata nel 2018.
La tempesta è stata individuata come causa principale del naufragio, mentre il sovraccarico ha contribuito sia al capovolgimento che all'alto numero di morti dato che non erano presenti dispositivi di salvataggio sufficienti. I giubbotti salvagente e le zattere di salvataggio erano stati legati tra loro alla nave per evitare che venissero presi inutilmente dai passeggeri; solamente una zattera di salvataggio è stata dispiegata. Molti dei passeggeri hanno dormito sui ponti più alti, rendendo la nave ancora più instabile.

### Conseguenze
Circa 550 vittime sono state sepolte in quattro diversi cimiteri in Senegal e Gambia, mentre la maggior parte dei corpi rimane nel relitto della Le Joola.
Nei giorni immediatamente successivi al naufragio i ministro dei trasporti e il ministro delle forze armate hanno rassegnato le dimissioni.
Il governo senegalese offrì un risarcimento di 15 000 dollari americani alle famiglie di ciascuna vittima o sopravvissuto a patto che non avessero intrapreso azioni legali contro lo Stato e licenziò diverse figure pubbliche per avere risposto lentamente all'emergenza senza tuttavia processarle. Tra queste ci furono vertici delle forze armate che vennero riassegnati.
Il 4 novembre 2002 la premier Mame Madior Boye e il suo governo sono stati licenziati dal presidente Aboulaye Wade a causa delle inadempienze delle autorità nella prevenzione e nella gestione dell'emergenza.
Il collegamento via traghetto tra Dakar e Ziguinchor è stato ripristinato l'11 novembre 2005 con il traghetto Willis, di proprietà indonesiana. Da marzo 2008 è in servizio il traghetto Aline Sitoé Diatta, di proprietà del governo senegalese.
Associazioni rappresentanti delle vittime hanno ripetutamente richiesto il recupero del relitto, che si trova a circa 20 m di profondità e si crede possa contenere numerosi corpi.
Il 16 gennaio 2024 a Ziguinchor è stato inaugurato un memoriale del naufragio, che è stato ufficialmente aperto il 26 settembre 2024.